# Сървайвър: Амазония
"Сървайвър: Амазония" е шестата част на популярното телевизионно реалити шоу „Сървайвър“. То е заснето през 2002 година и 13 епизода излизат в
ефир седмично в САЩ по телевизия CBS от 13 февруари – 11 май 2003
година.
Шестнадесет души биват изпратени до Амазония за да се борят за
спечелването на един милион долара. За първи път първоначалните племена
се разделят по пол. Двете първоначални племена са изцяло женското
Жабуру (именувано в чест на местен щъркел) и изцяло мъжкото Тамбаки
(местна риба). В края на краищата те се сливат в племето Жакаре
(„алигатор“ на португалски). Шоуто започва и завършва като борба на
половете. Победителят в "Сървайвър: Амазония" е Джена Мораска, 21-годишен
модел на бански костюми от Питсбърг, Пенсилвания побеждавайки Матю Фон
Ертфелда чрез гласуване 6-1. Финалът на сезона включва обявяването на
победителя и среща на живо на всички участници от сезона в театъра Ед
Съливан в Ню Йорк Сити, на сцената на Късното Шоу на Дейвид Летерман,
която е декорирана за да изглежда като мястото в Амазония.
Сезонът е известен с първия участник в реалити шоу с недъг, глухонямата
Кристи Смит.
Друг бележит момент в този сезон е състезание, което изпитва
издръжливостта на играчите срещу изкушението. Докато всички играчи
стоят на стълб, в типично Състезание за Неприкосновеност за
издръжливост, на играчите им бива казано, че ще бъдат изкушавани с
разнообразни награди в замяна на доброволно напускане на състезанието.
Почти веднага, Джена Мораска и Хайди Щробъл предлагат да свалят
всичките си дрехи ако им се даде шоколад и фъстъчено масло. Пробст
изпълнява молбата им, и наистина голи Джена и Хайди напускат
състезанието и изяждат чиния с бисквити Орео и фъстъчено масло. Техните
лудории им докарват голи снимки в Плейбой.
Джена Мораска и Роб Сестернино се състезават в "Сървайвър: All-Stars",
където се класират 16-и и 15-и.